# Phase One: Celebrity Take Down
Phase One: Celebrity Take Down is een interactieve dvd van Gorillaz. De dvd is uitgebracht op 26 november 2002 en geregisseerd door Jamie Hewlett en Cass Brown.

## Inhoud
De dvd bevat video's, storyboards en animaties voor:
- "Tomorrow Comes Today"
- "Clint Eastwood"
- "19/2000"
- "Rock the House"
- "5/4"

### Speciale toevoegingen
- "Clint Eastwood" (Live at the Brits) - 4:12
- "Clint Eastwood" (Live at the Golden Music Awards) - 4:12
- 5 Gorilla Bites
- Gorillaz-galerij
- Toer voor website
- Live Show visuals
- Interview met 2D
- Dr. Wurzel's Winnebago
- Documentaire "The Charts of Darkness"
- Geheime extra's
- Li'l Dub Chefin' (van Spacemonkeys)

Ook is er een bonus-CD aanwezig met games, wallpapers en screensavers.
Damon Albarn · Jamie Hewlett